# Super Series
Super Series były to mecze pokazowe między zespołami ze Związku Radzieckiego a zespołami z NHL. Turniej ten był rozgrywany 9 razy w latach 1976-1991. ZSRR reprezentowały zespoły z radzieckiej ligi hokeja. Wyjątkiem był rok 1983 kiedy ZSRR reprezentował reprezentacja Związku Radzieckiego.

## Statystyki zespołów reprezentujących ZSRR
| Drużyna reprezentująca | Ilość serii w jakich brali udział | Serie wygrane przez zespół z ZSRR | Serie wygrane przez zespół NHL | Serie zakończone remisem | Procentowa ilość wygranych serii przez zespół z ZSRR | Rozegrane mecze | Mecze wygrane przez zespół z ZSRR | Mecze wygrane przez zespół NHL | Remisy | Procentowa ilość wygranych meczów przez zespół z ZSRR |
| ---------------------- | --------------------------------- | --------------------------------- | ------------------------------ | ------------------------ | ---------------------------------------------------- | --------------- | --------------------------------- | ------------------------------ | ------ | ----------------------------------------------------- |
| Red Army               | 6                                 | 6                                 | 0                              | 0                        | 1.000                                                | 34              | 24                                | 8                              | 2      | 0.735                                                 |
| Dinamo Moskwa          | 4                                 | 4                                 | 0                              | 0                        | 1.000                                                | 20              | 10                                | 6                              | 4      | 0.600                                                 |
| Soviet Wings           | 3                                 | 2                                 | 1                              | 0                        | 0.667                                                | 13              | 6                                 | 5                              | 2      | 0.538                                                 |
| Spartak Moskwa         | 1                                 | 1                                 | 0                              | 0                        | 1.000                                                | 5               | 3                                 | 2                              | 0      | 0.600                                                 |
| ZSRR                   | 1                                 | 1                                 | 0                              | 0                        | 1.000                                                | 6               | 4                                 | 2                              | 0      | 0.667                                                 |
| Chimik Mytiszczi       | 2                                 | 0                                 | 0                              | 2                        | 0.500                                                | 13              | 6                                 | 6                              | 1      | 0.500                                                 |
| Dinamo Ryga            | 1                                 | 0                                 | 1                              | 0                        | 0.000                                                | 7               | 2                                 | 4                              | 1      | 0.357                                                 |
| Razem                  | 18                                | 14                                | 2                              | 2                        | 0.833                                                | 98              | 55                                | 33                             | 10     | 0.612                                                 |

## Wyniki pomiędzy zespołami z NHL a zespołami z ZSRR
| Drużyna NHL                          | Drużyna z ZSRR | Drużyna z ZSRR | Drużyna z ZSRR | Drużyna z ZSRR | Drużyna z ZSRR | Drużyna z ZSRR | Drużyna z ZSRR | Drużyna z ZSRR | Drużyna z ZSRR | Drużyna z ZSRR | Drużyna z ZSRR   | Drużyna z ZSRR   | Drużyna z ZSRR | Drużyna z ZSRR | Razem | Razem |
| Drużyna NHL                          | Red Army       | Red Army       | Dinamo Moskwa  | Dinamo Moskwa  | Soviet Wings   | Soviet Wings   | Spartak Moskwa | Spartak Moskwa | ZSRR           | ZSRR           | Chimik Mytiszczi | Chimik Mytiszczi | Dinamo Ryga    | Dinamo Ryga    | Razem | Razem |
| Drużyna NHL                          | M              | PRC            | M              | PRC            | M              | PRC            | M              | PRC            | M              | PRC            | M                | PRC              | M              | PRC            | M     | PRC   |
| ------------------------------------ | -------------- | -------------- | -------------- | -------------- | -------------- | -------------- | -------------- | -------------- | -------------- | -------------- | ---------------- | ---------------- | -------------- | -------------- | ----- | ----- |
| New York Rangers                     | 3              | 0.000          |                |                | 1              | 0.000          |                |                |                |                |                  |                  |                |                | 4     | 0.000 |
| Montreal Canadiens                   | 3              | 0.500          |                |                | 1              | 1.000          | 1              | 1.000          | 1              | 0.000          | 1                | 0.000            |                |                | 7     | 0.500 |
| Boston Bruins                        | 2              | 0.000          | 2              | 0.000          | 1              | 0.000          |                |                |                |                | 1                | 0.000            |                |                | 6     | 0.000 |
| Philadelphia Flyers                  | 2              | 0.500          | 1              | 0.000          | 1              | 0.500          |                |                | 1              | 0.000          |                  |                  |                |                | 5     | 0.300 |
| Pittsburgh Penguins                  | 1              | 1.000          | 3              | 0.167          | 1              | 0.000          |                |                |                |                |                  |                  |                |                | 5     | 0.300 |
| Buffalo Sabres                       | 2              | 1.000          | 2              | 0.500          | 1              | 1.000          |                |                |                |                | 1                | 0.000            |                |                | 6     | 0.667 |
| Chicago Blackhawks                   | 2              | 0.000          |                |                | 1              | 0.000          |                |                |                |                |                  |                  | 1              | 1.000          | 4     | 0.250 |
| New York Islanders                   | 2              | 0.000          |                |                | 2              | 0.500          |                |                |                |                | 1                | 0.500            |                |                | 5     | 0.300 |
| Vancouver Canucks                    | 2              | 0.000          | 1              | 1.000          |                |                | 1              | 1.000          |                |                |                  |                  | 1              | 1.000          | 5     | 0.600 |
| Colorado Rockies / New Jersey Devils | 1              | 0.000          | 2              | 0.750          |                |                | 1              | 0.000          |                |                |                  |                  |                |                | 4     | 0.375 |
| St. Louis Blues                      | 1              | 0.000          |                |                |                |                | 1              | 0.000          |                |                | 2                | 0.500            | 1              | 1.000          | 5     | 0.400 |
| Atlanta / Calgary Flames             | 1              | 0.000          | 1              | 1.000          |                |                | 1              | 0.000          | 1              | 1.000          | 1                | 1.000            | 1              | 0.500          | 6     | 0.583 |
| Minnesota North Stars                | 2              | 0.000          |                |                | 1              | 0.000          |                |                | 1              | 0.000          | 1                | 1.000            | 1              | 0.000          | 6     | 0.167 |
| Detroit Red Wings                    | 1              | 0.000          |                |                | 1              | 1.000          |                |                |                |                | 1                | 0.000            |                |                | 3     | 0.333 |
| Winnipeg Jets                        | 2              | 0.500          | 1              | 0.000          |                |                |                |                |                |                |                  |                  |                |                | 3     | 0.333 |
| Edmonton Oilers                      | 2              | 0.500          | 1              | 0.000          |                |                |                |                | 1              | 1.000          | 1                | 1.000            | 1              | 1.000          | 6     | 0.667 |
| Washington Capitals                  |                |                | 2              | 0.750          |                |                |                |                |                |                | 1                | 1.000            |                |                | 3     | 0.833 |
| Quebec Nordiques                     | 3              | 0.500          | 1              | 0.000          | 1              | 0.500          |                |                | 1              | 0.000          |                  |                  |                |                | 6     | 0.333 |
| Los Angeles Kings                    | 1              | 0.000          |                |                |                |                |                |                |                |                | 2                | 0.500            | 1              | 0.000          | 4     | 0.250 |
| Hartford Whalers                     | 1              | 0.000          | 1              | 0.500          | 1              | 1.000          |                |                |                |                |                  |                  |                |                | 3     | 0.500 |
| Toronto Maple Leafs                  |                |                | 2              | 0.500          |                |                |                |                |                |                |                  |                  |                |                | 2     | 0.500 |
| Totals                               | 34             | 0.265          | 20             | 0.400          | 13             | 0.462          | 5              | 0.400          | 6              | 0.333          | 13               | 0.500            | 7              | 0.643          | 98    | 0.388 |

- M: Ilość spotkań rozegranych pomiędzy drużynami z NHL a drużynami z ZSRR
- PRC: Procentowa ilość zdobytych punktów między drużynami z NHL a drużynami z ZSRR

## Wyniki poszczególnych Super Series

### Super Series 1976

#### Red Army przeciwko NHL
Red Army wygrała serie: 2 wygrane, 1 remis, 1 przegrana 
- Red Army wygrało z New York Rangers 7-3
- Red Army zremisowało z Montreal Canadiens 3-3
- Red Army wygrało z Boston Bruins 5-2
- Philadelphia Flyers wygrało z Red Army 4-1

#### Soviet Wings przeciwko NHL
Soviet Wings wygrała serie: 3 wygrane, 0 remisów, 1 porażka
- Soviet Wings wygrało z Pittsburgh Penguins 7-4
- Buffalo Sabres wygrało z Soviet Wings 12-6
- Soviet Wings wygrało z Chicago Blackhawks 4-2
- Soviet Wings wygrało z New York Islanders 2-1

## Super Series 1978

### Spartak Moskwa przeciwko NHL
Spartak wygrał serie:3 wygrane, 0 remisów, 2 porażki
- Vancouver Canucks wygrało z Spartak 2-0
- Spartak wygrał z Colorado Rockies 8-3
- Spartak wygrał z St. Louis Blues 2-1
- Montreal Canadiens wygrało z Spartak 5-2
- Spartak wygrał z Atlanta Flames 2-1

## Super Series 1979

### Soviet Wings przeciwko NHL
Soviet Wings wygrała serie:2 wygrane, 1 remis, 1 porażka
- Soviet Wings wygrało z Minnesota North Stars 8-5
- Soviet Wings zremisowało z Philadelphia Flyers 4-4
- Detroit Red Wings wygrało z Soviet Wings 6-5
- Soviet Wings wygrało z Boston Bruins 4-1

## Super Series 1980

### Dinamo Moskwa przeciwko NHL
Dinamo Moskwa wygrała serie:2 wygrane, 1 remis, 1 porażka
- Vancouver Canucks wygrało z Dynamo Moscow 6-2
- Dynamo Moscow wygrało z Winnipeg Jets 7-0
- Dynamo Moscow wygrało z Edmonton Oilers 4-1
- Dynamo Moscow zremisowało z Washington Capitals 5-5

### Red Army przeciwko NHL
Red Army wygrała serie: 3 wygrane, 0 remisów, 2 porażki
- Red Army wygrało z New York Rangers 5-2
- Red Army wygrało z New York Islanders 3-2
- Montreal Canadiens wygrało z Red Army 4-2
- Buffalo Sabres wygrało z Red Army 6-1
- Red Army wygrało z Quebec Nordiques 6-4

## Super Series 1983

### Reprezentacja ZSRR przeciwko NHL
Reprezentacja ZSRR wygrała serie: 4 wygrane, 0 remisów, 2 porażki
- Edmonton Oilers wygrało z ZSRR 4-3
- ZSRR wygrało z Quebec Nordiques 3-0
- ZSRR wygrało z Montreal Canadiens 5-0
- Calgary Flames wygrało z ZSRR 3-2
- ZSRR wygrało z Minnesota North Stars 6-3
- ZSRR wygrało z Philadelphia Flyers 5-1

## Super Series 1986

### Red Army przeciwko NHL
Red Army wygrała serie: 5 wygranych, 0 remisów, 1 porażka
- Red Army wygrało z Los Angeles Kings 5-2
- Red Army wygrało z Edmonton Oilers 6-3
- Quebec Nordiques wygrało z Red Army 5-1
- Red Army wygrało z Montreal Canadiens 6-1
- Red Army wygrało z St. Louis Blues 4-2
- Red Army wygrało z Minnesota North Stars 4-3

### Dinamo Moskwa przeciwko NHL
Dinamo Moskwa wygrała serie: 2 wygrane, 1 remis, 1 porażka
- Calgary Flames wygrała z Dinamo Moskwa 4-3
- Dinamo Moskwa zremisowało Pittsburgh Penguins 3-3
- Dinamo Moskwa wygrało z Boston Bruins 6-4
- Dinamo Moskwa wygrało z Buffalo sabres 7-4

## Super Series 1989

### Red Army przeciwko NHL
Red Army wygrała serie: 4 wygrane, 1 remis, 2 porażki
- Red Army zremisowało z Quebec Nordiques 5-5
- Red Army wygrało z New York Islanders 3-2
- Red Army wygrało z Boston Bruins 5-4
- Red Army wygrało z Jersey Devils 5-0
- Pittsburgh Penguins wygrało z Red Army 4-2
- Red Army wygrało z Hartford Whalers 6-3
- Buffalo Sabres wygrało z  Red Army 6-5

### Dynamo Ryga preciwko NHL
Drużyny z NHL wygrała serie: 4 wygrane, 1 remis, 2 porażki
- Dynamo Ryga zremisował z Calgary Flames 2-2
- Edmonton Oilers wygrało z Dynamo Ryga 2-1
- Vancouver Canucks wygrało z Dynamo Ryga 6-1
- Dynamo Ryga wygrało z Los Angeles Kings 5-3
- Chicago Blackhawks wygrało z Dynamo Ryga 4-1
- St. Louis Blues wygrało z Dynamo Ryga 5-0
- Dynamo Ryga wygrało z Minnesota North Stars 2-1

## Super Series 1990

### Chimik Mytiszczi przeciwko NHL
Chimik Mytiszczi zremisowała serie z drużynami NHL: 3 wygrane, 0 remisów, 3 porażki
- Chimik Mytiszczi wygrało z Los Angeles Kings 6-3
- Edmonton Oilers wygrało z Chimik Mytiszczi 6-2
- Calgary Flames wygrało z Chimik Mytiszczi 6-3
- Chimik Mytiszczi wygrało z Detroit Red Wings 4-2
- Washington Capitals wygrało z Chimik Mytiszczi 5-2
- Chimik Mytiszczi wygrało z St. Louis Blues 6-3

### Soviet Wings przeciwko NHL
Drużyny NHL wygrała serie: 3 wygrane, 1 remisów, 1 porażka
- New York Islanders wygrało z Soviet Wings 5-4
- Hartford Whalers wygrało z Soviet Wings 4-3
- Soviet Wings zremisowało z Quebec Nordiques 4-4
- Soviet Wings wygrało z New York Rangers 3-1
- Montreal Canadiens wygrało Soviet Wings 2-1

### Red Army przeciwko NHL
Red Army wygrała serie: 4 wygrało, 0 remisów, 1 porażka
- Winnipeg Jets wygrało z Red Army 4-1
- Red Army wygrało z Vancouver Canucks 6-0
- Red Army wygrało z Minnesota North Stars 4-2
- Red Army wygrało z Chicago Blackhawks 6-4
- Red Army wygrało z Philadelphia Flyers 5-4

### Dinamo Moskwa przeciwko NHL
Dinamo Moskwa wygrała serie: 3 wygrane, 0 remisów, 2 porażki
- Dinamo Moskwa wygrało z Pittsburgh Penguins 5-2
- Dynamo Mosckwa wygrało z Toronto Maple Leafs 7-4
- Buffalo Sabres wygrało z Dinamo Moskwa 4-2
- New Jersey Devils wygrało z Dinamo Moskwa 7-1
- Dinamo Moskwa wygrało z Boston Bruins 3-1

## Super Series 1991

### Chimik Mytiszczi przeciwko NHL
Chimik Mytiszczi zremisowała serie z drużynami NHL: 3 wygrane, 1 remis, 3 porażki 
- Los Angeles Kings wygrało z Chimik Mytiszczi 5-1
- St. Louis Blues wygrało z Chimik Mytiszczi  4-2
- Chimik Mytiszczi zremisowało z New York Islanders 2-2
- Chimik Mytiszczi wygrało z Montreal Canadiens 6-3
- Chimik Mytiszczi wygrało z Buffalo Sabres 5-4
- Chimik Mytiszczi wygrało z Boston Bruins 5-2
- Minnesota North Stars wygrało z Chimik Mytiszczi 6-4

### Red Army przeciwko NHL
Red Army wygrała serie: 6 wygranych, 0 remisów, 1 porażka
- Red Army wygrało z Detroit Red Wings 5-2
- Red Army wygrało z New York Rangers 6-1
- Red Army wygrało z Chicago Blackhawks 4-2
- Red Army wygrało z Calgary Flames 6-4
- Edmonton Oilers wygrało z Red Army 4-2
- Red Army wygrało z Winnipeg Jets 6-4
- Red Army wygrało z Vancouver Canucks 4-3

### Dinamo Moskwa przeciwko NHL
Dinamo Moskwa wygrała serie: 3 wygrane, 2 remisy, 2 porażki
- Toronto Maple leafs wygrało z Dinamo Moskwa 7-4
- Dinamo Moskwa zremisowało z Hartford Whalers 0-0
- Dinamo Moskwa zremisowało z New Jersey Devils 2-2
- Washington Capitals wygrało z Dinamo Moskwa 3-2
- Dinamo Moskwa wygrało z Philadelphia Flyers 4-1
- Dinamo Moskwa wygrało z Pittsburgh Penguins 4-3
- Dinamo Moskwa wygrało z Quebec Nordiques 4-1